# Рагвиа (Виченца)
Рагвиа је насеље у Италији у округу Виченца, региону Венето.
Према процени из 2011. у насељу је живело 302 становника. Насеље се налази на надморској висини од 37 м.